# Антоанета Френкева
Антоанета Френкева (нар. 24 серпня 1971) — болгарська плавчиня.
Срібна і бронзова медалістка Олімпійських Ігор 1988 року.